# Eparquía de Kamianets-Podilskyi
La eparquía de Kamianets-Podilskyi (en latín: Eparchia Camenecensis Ucrainorum y en ucraniano: Кам'янець-Подільська єпархія) es una circunscripción eclesiástica de la Iglesia católica en Ucrania. Se trata de una eparquía greco-católica ucraniana, sufragánea de la archieparquía de Ternópil-Zbóriv. Desde el 10 de septiembre de 2019 su eparca es Ivan Kulyk.

## Territorio y organización

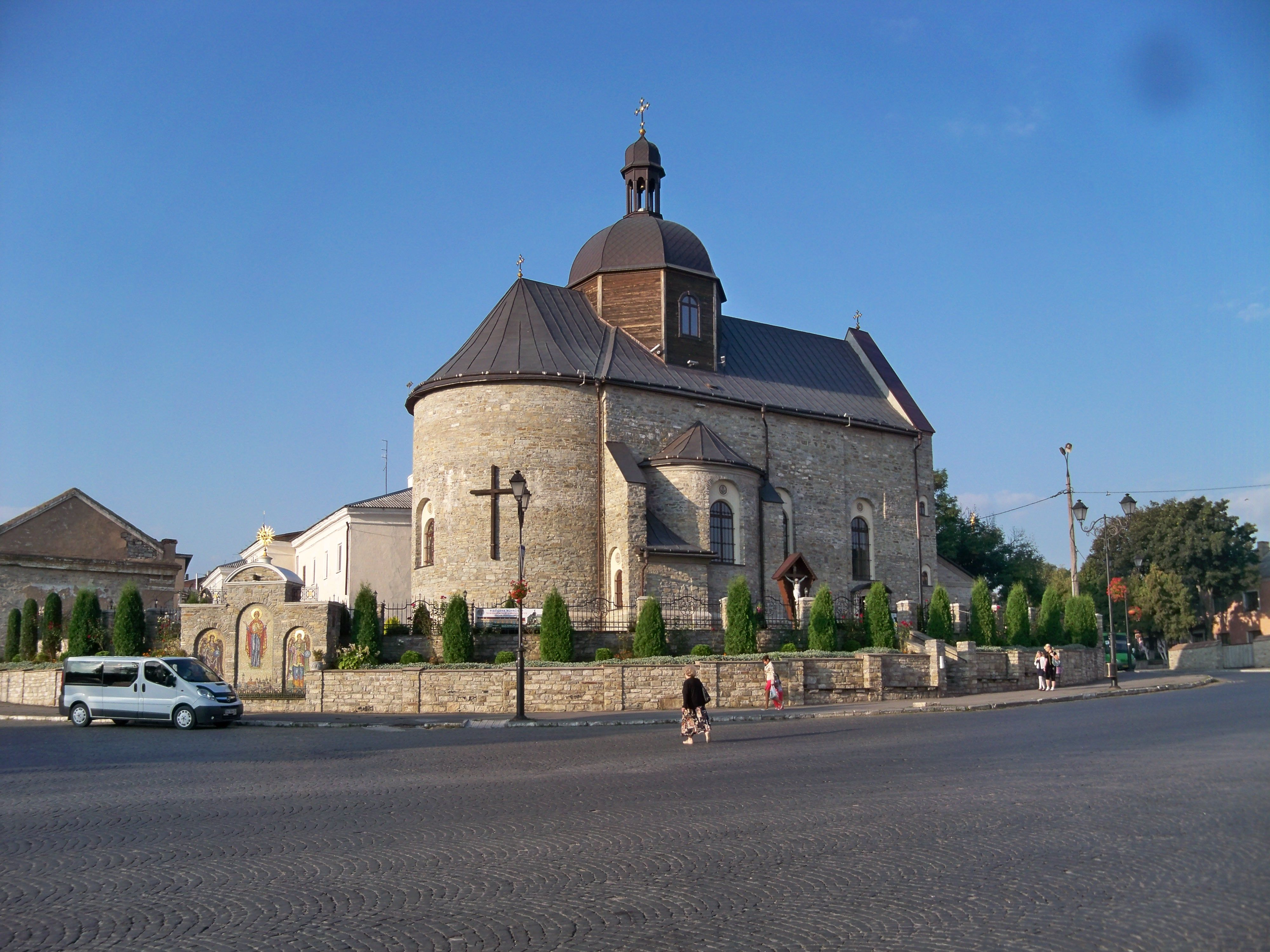
La moderna iglesia de la Santísima Trinidad en Kamianets-Podilskyi, reconstruida en la década de 1990 en el lugar de la antigua iglesia destruida por los soviéticos en 1935

La eparquía tiene 20 629 km² y extiende su jurisdicción sobre los fieles católicos de rito bizantino greco-católicos ucranianos residentes en la óblast de Jmelnitski.
La sede de la eparquía se encuentra en la ciudad de Jmelnitski, en donde se halla la Catedral de la Natividad de la Virgen María.
En 2021 en la eparquía existían 118 parroquias agrupadas en dos decanatos: Jmelnitski y Kamianets-Podilskyi.

## Historia
Kamianets-Podilskyi (más conocida en las fuentes con el nombre polaco de Kamieniec) y el territorio de Podolia formaban parte de la archieparquía de Kiev desde el siglo XII. 
En 1539 fue erigida una diócesis en Galitzia (o Halych) separada del metropolitanato ortodoxo de Kiev, recibiendo el nombre de Galitzia, Leópolis y Kamieniec. Su primer metropolitano fue ordenado en Novgorod el 22 de noviembre de 1540 por el metropolitano de Kiev Makarios II.
En agosto de 1681, durante la ocupación otomana de Podilia, el patriarca ortodoxo de Constantinopla, Jacobo, nominó a Pankratius como primer metropolitano de Kamianets, separándola de la diócesis de Galitzia y Leópolis y de la jurisdicción de Kiev. El metropolitanato ortodoxo existió hasta 1699, cuando los polacos de la República de las Dos Naciones expulsaron a los otomanos de Podilia y Kamianets-Podilskyi fue integrada a la eparquía de Przemyśl. Al año siguiente, 1700, al aceptar la eparquía de Leópolis la Unión de Brest, Kamianets-Podilskyi regresó a su jurisdicción y posteriormente se le asignó un vicario. Los obispos de Leópolis conservaron los títulos de Halych y Kamianets hasta 2004, cuando estos pasaron a los arzobispos mayores de Kiev-Galitzia, que ostentaron el título de obispos de Kamianets hasta 2015.
Aunque nunca se erigió una eparquía, Kamianets fue por lo tanto la sede de un título episcopal y no es raro que en documentos antiguos se encuentre la mención de una "eparquía de Kamianets" para indicar la parte del vasto territorio de la eparquía de Leópolis que correspondía a Podolia. Kamianets también tenía una catedral, dedicada a la Santísima Trinidad, que el obispo Atanazy Szeptyckyj (1715-1729) confió a los monjes basilios. Y también fue la sede estable de un vicario general de la eparquía de Leópolis, con amplios poderes jurisdiccionales sobre toda Podolia, que en 1772 contaba con 25 decanatos y casi 1000 parroquias.
Con la primera partición de Polonia en 1772, la eparquía de Galitzia, Leópolis y Kamianets-Podilskyi quedó dividida entre Austria y Polonia, permaneciendo Kamianets-Podilskyi y la mayor parte del territorio bajo dominio de la República de las Dos Naciones. En 1774 se intentó establecer canónicamente una eparquía independiente, pero no tuvo éxito. Para reafirmar su jurisdicción sobre esta parte de su diócesis, el eparca de Leópolis Piotr Bielański visitó varias veces la ciudad de Kamianets y en 1790 abrió un seminario menor allí. En 1789 se decidió erigir la eparquía de Kamianets por división de la parte polaca de la eparquía de Leópolis, pero con la segunda partición de Polonia en 1793 fue suprimida y su territorio reintegrado al de Leópolis debido a la ocupación de Podilia por el Imperio ruso. 
A partir de este momento se inició un período de persecución contra los católicos griegos, debido a la política represiva del gobierno zarista, que tenía como objetivo la conversión forzada a la ortodoxia. Entre 1793 y 1795 tuvo lugar la primera liquidación violenta de los greco-católicos por el gobierno ruso, afectando a Podilia cuyos fieles debieron pasar a la ortodoxia. Más de 800 parroquias greco-católicas pasaron a manos de la Iglesia ortodoxa rusa, que en 1795 estableció una eparquía ortodoxa en Kamianets. De la antigua diócesis de Kamianets sólo quedaron en el Imperio austríaco un centenar de parroquias, sometidas a los obispos de Leópolis.
En 1807 el papa Pío VII mediante la bula Inuniversalis Ecclesiae regimine reconstruyó el metropolitanato de Galitzia en Austria y conservó el título de obispo de Kamianets-Podilskyi para el archieparca metropolitano. El metropolitano Andrey Sheptytsky en 1907 nombró a Aleksey Zerchaninov como su vicario general en la diócesis de Kamianets, que estaba entonces dentro del Imperio ruso. Durante el gobierno comunista en Kamianets-Podilskyi hubo una comunidad clandestina de fieles greco-católicos, que pudo emergen en 1990. Al establecerse la eparquía de Ternópil el 20 de abril de 1993, Kamianets-Podilskyi quedó dentro de su jurisdicción.
Con el fin de la Unión Soviética y el nacimiento de la Ucrania independiente, a principios de los años 1990 el territorio se reorganizó desde el punto de vista eclesiástico y Kamianets-Podilskyi pasó a formar parte de la arqueparquía de Ternópil-Zbóriv, mientras que los metropolitanos de Leópolis continuaron ostentando el título de "obispos de Kamianets-Podilskyi".
El 6 de diciembre de 2004 fue restablecida como eparquía titular adjunta al archieparca mayor de Kiev-Galitzia.
La eparquía de Kamianets-Podilskyi fue erigida por el Sínodo de los Obispos de la Iglesia greco-católica ucraniana, reunidos en Ivano-Frankivs'k del 31 de agosto al 6 de septiembre de 2015, con territorio desmembrado de la archieparquía de Ternópil-Zbóriv. El 11 de diciembre de 2015 el papa Francisco concedió el ascenso a la erección y ese mismo día fue establecida canónicamente por decreto del arzobispo mayor Sviatoslav Shevchuk. El 7 de febrero de 2016, en la ciudad de Jmelnitski, tuvo lugar una proclamación solemne de la nueva eparquía de Kamianets-Podilskyi en la catedral de la Natividad de la Santísima Virgen.
Sólo cuatro años después fue nombrado el primer eparca, Ivan Kulyk, expárroco de los Santos Sergio y Baco de los Ucranianos en Roma.
Ver detalles

## Estadísticas
Según el Anuario Pontificio 2022 la eparquía tenía a fines de 2021 un total de 24 750 fieles bautizados.
| Año                                                                             | Población            | Población | Población      | Sacerdotes | Sacerdotes    | Sacerdotes    | Bautizados por sacerdote | Diáconos permanentes | Religiosos | Religiosos | Parroquias |
| Año                                                                             | Bautizados católicos | Total     | % de católicos | Total      | Clero secular | Clero regular | Bautizados por sacerdote | Diáconos permanentes | Varones    | Mujeres    | Parroquias |
| ------------------------------------------------------------------------------- | -------------------- | --------- | -------------- | ---------- | ------------- | ------------- | ------------------------ | -------------------- | ---------- | ---------- | ---------- |
| 2015                                                                            | 20 000               | 1 298 304 | 1.5            | 31         | 27            | 4             | 645                      |                      | 6          | 2          | 54         |
| 2016                                                                            | 20 000               | 1 298 304 | 1.5            | 33         | 29            | 4             | 606                      |                      | 6          | 8          | 75         |
| 2019                                                                            | 19 700               | 1 277 940 | 1.5            | 30         | 30            |               | 656                      |                      | 2          | 2          | 118        |
| 2021                                                                            | 24 750               | 1 267 400 | 2.0            | 41         | 36            | 5             | 603                      | 1                    | 7          | 5          | 118        |
| Fuente: Catholic-Hierarchy, que a su vez toma los datos del Anuario Pontificio. |                      |           |                |            |               |               |                          |                      |            |            |            |

## Episcopologio
- Sede vacante (2015-2019)

- Ivan Kulyk, desde el 10 de septiembre de 2019